# David Reimer
David Reimer (22 augustus 1965 (als Bruce Reimer) – 4 mei 2004) was een Canadees die geboren werd als jongen maar wiens penis per ongeluk tijdens een besnijdenis verbrand raakte. Dit werd aangegrepen om hem vrouwelijke geslachtsorganen te geven en als meisje op te voeden, in het kader van een onderzoek van de psycholoog John Money, en omdat Davids ouders geloofden dat David gelukkiger zou zijn als vrouw. Als meisje kreeg hij de naam Brenda Reimer. David heeft zich echter nooit kunnen identificeren als vrouw, en gedroeg zich vanaf zijn veertiende als een jongen. Hij bracht zijn verhaal naar buiten in de hoop dat dit mensen zou ontmoedigen nog dit soort experimenten uit te voeren. Uiteindelijk, op 38-jarige leeftijd, pleegde hij zelfmoord.

## Bruce Reimer
David Reimer werd geboren op 22 augustus 1965 in Winnipeg als Bruce Reimer, tegelijk met zijn tweelingbroer Brian. Beide jongetjes werden gediagnosticeerd met fimosis en moesten op de leeftijd van 8 maanden een besnijdenis ondergaan. Een onervaren arts deed de ingreep door middel van cauterisatie. Bij Bruce ging het mis, en zijn penis raakte zodanig verbrand dat hij niet meer te reconstrueren was. Er werd als provisionele oplossing een tijdelijke kunstmatige vagina aangelegd. Uiteindelijk werd besloten Brian niet te laten opereren en bij hem genas zijn fimosis uiteindelijk zonder behandeling.
Reimers ouders waren bang dat Bruce geen gelukkig leven zou kunnen leiden zonder penis, en kwamen uiteindelijk terecht bij psycholoog John Money, die verbonden was aan het Johns Hopkins Medical Centre. Money was ervan overtuigd dat zeer veel zaken, waaronder seksuele geaardheid en identificatie, door de omgeving waren aangeleerd. Hij werkte bovendien veel met mensen met een intersekse conditie en kinderen met genitale misvormingen. Hij geloofde dat het niet mogelijk was Bruce' penis te herstellen, maar dat Bruce als meisje een beter leven zou leiden. 
Voor Money lag hier een kans zijn eigen stellingen te toetsen dan wel te bewijzen. Hij was ervan overtuigd dat een groot deel van de geslachtsidentiteit het resultaat was van conditionering door de omgeving (nurture) en hierdoor een boegbeeld van de feministische beweging. Bruce was ten eerste deel van een tweeling en had dus een tweelingbroer, Brian, die onder exact dezelfde omstandigheden zou opgroeien. Het enige verschil zou zijn dat Bruce als een meisje en Brian als een jongetje zou worden opgevoed. Ten tweede had Bruce geen prenatale of postnatale afwijkingen.

## Brenda Reimer
Bruce onderging op de leeftijd van 22 maanden een tweede operatie waarin zijn teelballen verwijderd werden. Hij kreeg de meisjesnaam Brenda. Hij zou daarna regelmatig contact houden met John Money waarbij deze hem zou begeleiden en de vooruitgang zou monitoren. 
Aanvankelijk leken de resultaten Moneys theorie te onderschrijven dat nurture sterker kon zijn dan nature. Brenda gedroeg zich volgens Money als een actief klein meisje, dat duidelijk anders was dan zijn jongensachtige tweelingbroer. Brenda ontving ook hormoonbehandelingen toen hij de puberteit naderde om borstgroei te stimuleren. De behandeling werd een succes genoemd, maar Money publiceerde er geen studies over.
Volgens John Colapinto die later het verhaal zou publiceren, heeft Brenda zich nooit als meisje geïdentificeerd. Hij bleef een jongensachtig uiterlijk en gedrag houden en werd gepest door zijn klasgenoten. Hij hield van bomen klimmen en vocht met zijn broer. Hij had een eenzame jeugd omdat hij niet alleen gepest werd, maar ook niemand had om mee te spelen: meisjes vonden zijn jongensspelletjes niet leuk en jongens wilden niet met hem spelen. Ook wilde hij niet meer naar Money toe, omdat deze druk op hem uitoefende om zich als een meisje te gedragen, omdat dit diens eigen theorie zou bewijzen. 
Money oefende bovendien druk uit op Brenda om hem en zijn ouders te laten toestemmen met een tweede operatie waarin hij een echte vagina zou krijgen. Money zou Brenda zelfs in contact hebben gebracht met een transseksuele patiënt van hem die hem zou moeten overtuigen dat Money echt het beste met hem voor had en dat de operatie echt de beste keus was. Brenda verzonk in een depressie en dreigde op zijn 15e met zelfmoord als hij nog naar Money toe zou moeten gaan. Voor de ouders was dit alles genoeg om het contact met Money te verbreken. Bovendien zagen zij, na medisch advies, zich gedwongen Brenda de waarheid te vertellen over zijn werkelijke genderidentiteit.

## David Reimer
Vanaf dit moment zou hij zich David Reimer noemen en als een man door het leven gaan. Hij koos de naam David vanwege de vergelijking met David en Goliath; ook hij had het gevoel tegen een reus te hebben gestreden, namelijk de mensen die wilden dat hij als vrouw door het leven zou gaan. Vanaf 1997 zou David behandelingen ondergaan om hem weer mannelijke geslachtsdelen te verschaffen. Zijn borsten werden verwijderd en een nieuwe penis werd geconstrueerd. Zijn broer Brian was hier volledig kapot van en verzonk in een zware depressie. 
David kwam in 1997 naar buiten met zijn verhaal, overtuigd door de psycholoog Milton Diamond. Hun voornaamste reden was de (medische) wereld ervan te overtuigen nooit meer dit soort experimenten uit te voeren. De journalist John Colapinto publiceerde het verhaal in het tijdschrift Rolling Stone. David ontving een deel van de royalty's en had op deze manier meer financiële zekerheid. Ook trouwde David en werd stiefvader van drie kinderen.
In 2002 benam Davids broer Brian zichzelf het leven met een overdosis antidepressiva. Ook had David nog altijd een zeer complexe en lastige relatie met zijn ouders. Bovendien had hij zowel huwelijks- als financiële problemen, dit laatste door een mislukte investering en het feit dat hij zijn school niet had afgemaakt en dus alleen ongeschoold werk kon verrichten. Toen zijn vrouw Jane hem op 2 mei 2004 vertelde dat ze tijdelijk wilde scheiden, gingen alle remmen los en stormde David het huis uit. Hij keerde nog slechts eenmaal terug naar huis om een jachtgeweer te halen toen Jane afwezig was. Hij had twee keer telefooncontact met de politie, waarbij hij de tweede keer zijn zelfmoord aankondigde. Hierop reed hij naar een winkelparkeerplaats en schoot zichzelf door het hoofd.

## Effecten
De Reimer-zaak, in medische kringen aangeduid als John/Joan, deed veel stof opwaaien. De zaak had een grote invloed in psychologische kringen, en leidde tot gewijzigde inzichten. In eerste instantie werd grotere terughoudendheid betracht met betrekking tot (niet-vrijwillige)geslachtsoperaties bij kleine kinderen met genitale afwijkingen. In plaats daarvan wordt meer en meer gepleit om, indien mogelijk, het kind op te laten voeden als het geslacht waaronder het geboren is, en de uiteindelijke keuze aan het kind te laten wanneer het ouder is. Ten tweede bracht de zaak een grote slag toe aan de nurture-theorieën over beïnvloedbaarheid van iemands mentale geslacht door opvoeding. Ten derde bracht de zaak grote verontwaardiging teweeg over dit menselijk proefkonijn. En ten vierde hebben verschillende reputaties ernstig onder de zaak geleden.
John Money ontving het merendeel van de blaam. Zijn experiment was mislukt en zijn theorie onderuitgehaald. Bovendien zette het verslag van Colapinto en Reimer Money neer als iemand die de familie en David zelf onder druk zette om David als meisje te laten leven, ook toen duidelijk was dat David zich nooit als zodanig identificeerde. Hoewel sommigen het voor Money opnamen en betoogden dat er sprake was van false memory syndrome, hebben Davids moeder en broer diens beweringen bevestigd. Money zelf heeft nooit zijn conclusies ingetrokken of zijn excuses gemaakt aan de familie, maar heeft zich anderzijds ook nooit verdedigd tegen de aantijgingen. Ook de reputatie en geloofwaardigheid van zijn werkgever, het Johns Hopkins Medical Center, was serieus aangetast door de handelwijze van de psycholoog.